# Münzstätte Freiberg

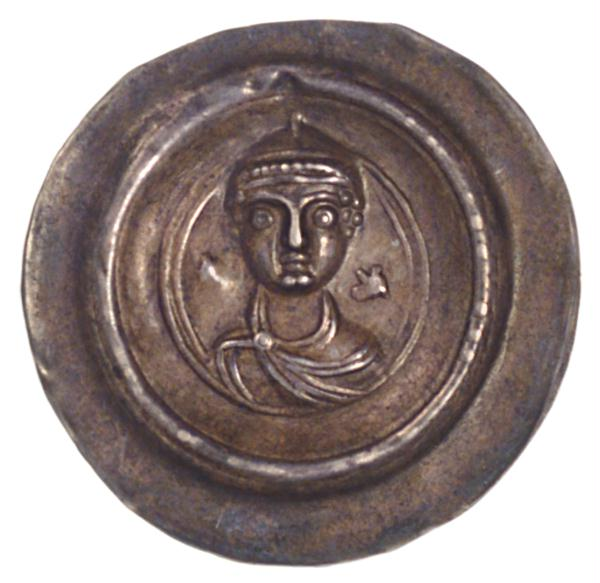
Markgrafschaft Meißen, Otto der Reiche, Markgraf von Meißen (1156–1190), Brakteat (Hohlpfennig)

Die Münzstätte Freiberg wurde mit hoher Wahrscheinlichkeit, ebenso wie die Münzstätte Leipzig, während der Regierungszeit Otto des Reichen (1156–1190) gegründet, ist jedoch erst 1244 urkundlich nachweisbar. Mit der Errichtung der Münzstätte Dresden ließ Kurfürst August (1553–1586) alle Landesmünzen schließen. Die Landeshauptmünzstätte Freiberg musste 1556 ihren Betrieb einstellen.

## Geschichte
Die Aufgaben der höchstwahrscheinlich von Otto dem Reichen, Markgraf von Meißen, gegründete Münzstätte Freiberg ergaben sich aus der meißnischen Bergverfassung, dem Freiberger Bergrecht, in dem der Ablieferungszwang des geförderten Silbers festgelegt war. Der Rechtssatz „Alles Silber gehört in die Münze zu Freiberg“ war im Stadtrechtsbuch festgeschrieben. Das Bergsilber musste der Münzmeister zu einem vom Landesherren festgelegten Preis aufkaufen und dafür Münzen herstellen.

### Brakteatenzeit

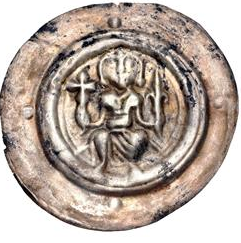
Heinrich der Erlauchte (1221–1288), Brakteat Durchmesser 42 mm; 1,08 g

Mit der Gründung der Stadt Freiberg etwa 1162/1170 entstand auch bald die erste meißnische Münzstätte. Der erste urkundliche Nachweis erschien jedoch erst 1244, als Heinrich der Erlauchte (1221–1288) in der Domkirche zu Meißen für seine Eltern ein Seelgerät mit sechs Pfund Pfennigen (1 Pfund = 240 Stück) stiftete, die aus seiner Freiberger Münze erhoben werden sollten. Erster um 1289 namentlich bekannter Münzmeister war Nicolaus de Zibislawicz. Er ist als Ministerialer und gleichzeitig als Freiberger Ratsherr und Münzmeister nachgewiesen.
Der größte Teil der meißnischen Brakteaten, in ihrer Zeit denarius (Pfennig) genannt, die regionalen Pfennige, wurden zwischen 1170 und 1300 von der Freiberger Münze bereitgestellt. Sie war seit dem 13. Jahrhundert die Landeshauptmünzstätte der meißnisch-sächsischen Landesfürsten. Der Umgang mit den Hohlpfennigen war im Freiberger Stadtrecht geregelt. Nach Ablauf eines Jahres mussten die Freiberger Brakteatenpfennige, zwölf alte gegen neun oder zehn neue, eingewechselt werden. Die alten wurden für ungültig erklärt und durch neue Münzen mit neuen Münzbildern ersetzt. Wurde dennoch mit alten Freiberger Pfennigen bezahlt, durfte der Münzmeister die Münzen „brechen“. Sie waren dann für den Handel unbrauchbar. Wer aus einem anderen Währungsgebiet kam, um zu handeln, musste seine mitgebrachten Münzen mit Verlust in gängige eintauschen. Die Umtauschgebühr zählte zu den Einkünften des Münzmeisters.
Um stabile Verhältnisse für Handel und Gewerbe zu schaffen, waren hauptsächlich die Handelsstädte daran interessiert, die Münzprägung in die eigenen Hände zu nehmen. Mehrere Städte nutzten eine sich bietende Möglichkeit, die Münzstätte zu pachten oder durch Kauf zu erwerben um eine eigene Münze, den sogenannten Ewigen Pfennig zu prägen, der nicht der jährlichen Münzverrufung unterlag. Im meißnischen Währungsgebiet reichte jedoch die eng begrenzte Gültigkeit der Pfennige aus, da sich der wesentlichste Teil des Handels nur regional, meist nur zwischen Dorf und Stadt, vollzog.
Unter Markgraf Friedrich II. (1323–1349) endete die regionale Pfennigperiode.

### Groschenzeit

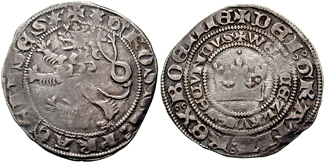
König Wenzel II. von Böhmen (1278–1305), Prager Groschen um 1300, das Vorbild der späteren Meißner Groschen (beschnitten)

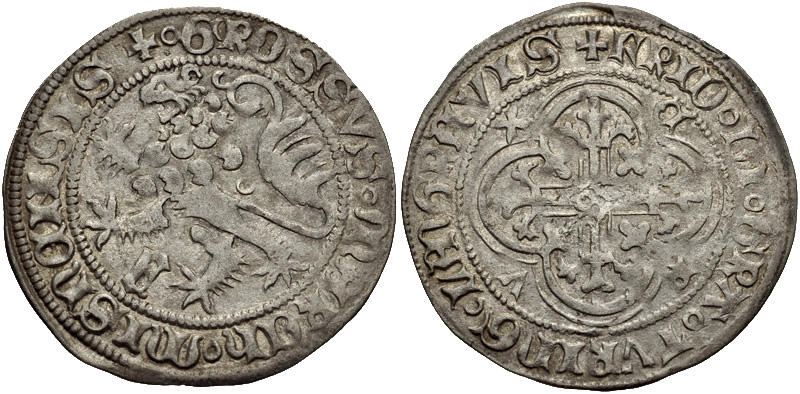
Landgraf Friedrich der Friedfertige (1406–1440), Meißner Groschen mit dem Zeichen „f“ und Beizeichen „Ringel“, Freiberg (die mit dem Zeichen „b“ sind Fürstengroschen Balthasars)

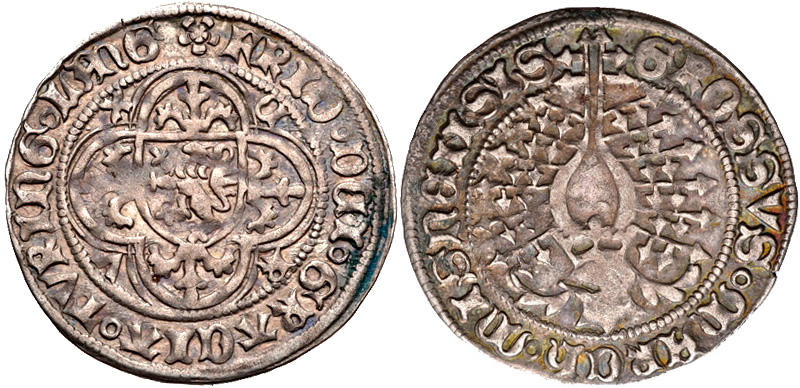
Markgraf Friedrich der Streitbare, Helmgroschen 1405–1411, Freiberg

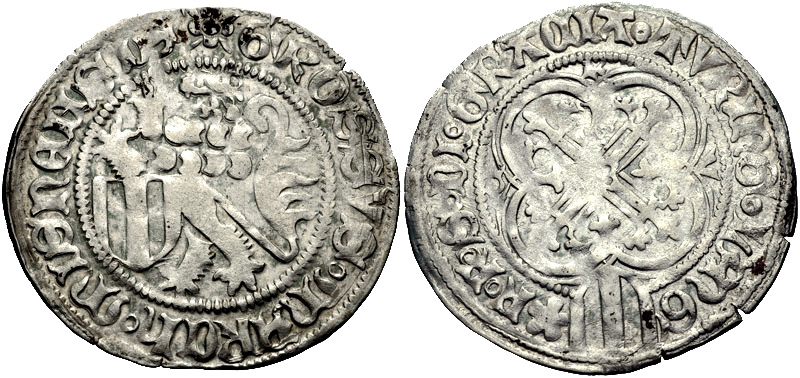
Kurfürst Friedrich II., Landgraf Friedrich, Herzog Sigismund, Schildgroschen (1431/1436), Freiberg

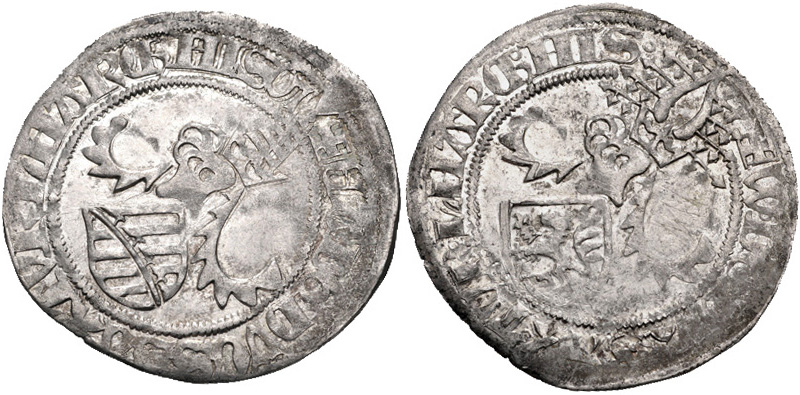
Kurfürst Ernst, Herzog Albrecht, Herzog Wilhelm III., Horngroschen 1465, Freiberg

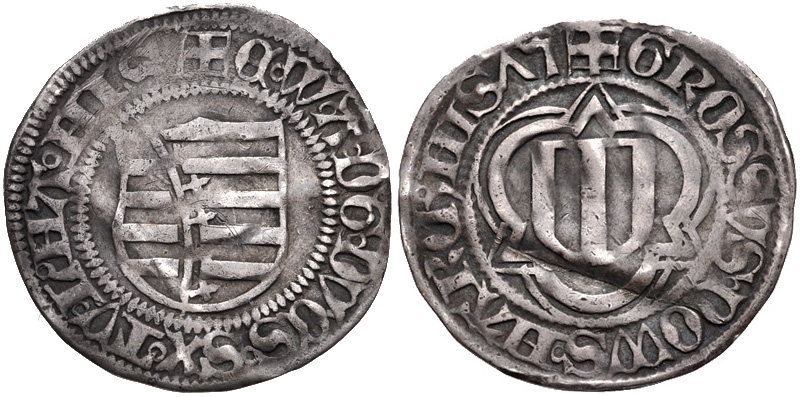
Kurfürst Ernst, Herzog Albrecht, Herzog Wilhelm III., Spitzgroschen 1475, Freiberg

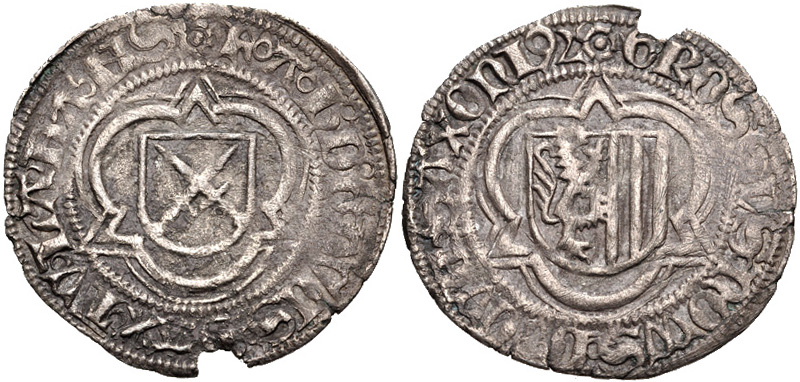
Kurfürst Friedrich III. mit seinem Bruder Johann und Herzog Albrecht, halber Schwertgroschen 1492, Freiberg

Nach der Ablösung der Pfennigwährung durch die von Markgraf Friedrich II. (1323–1349) um 1338/39 eingeführten neuen Groschen, zunächst Breite Groschen genannt, prägte die Freiberger Münze in großem Umfang nach dem Vorbild des seit 1300 in Böhmen geprägten Prager Groschens, eigene Groschen. Die noch umlaufenden alten Prager Groschen wurden als Beiwährung für den allgemeinen Zahlungsverkehr weiterhin verwendet. Sie wurden als Silberpagament (Altsilber) angesehen und pauschal um 20 % herabgesetzt.
Bei der Umstellung der Währung in der Markgrafschaft Meißen wurden wie im Königreich Böhmen italienische Finanzberater hinzugezogen. Zwei von ihnen, Agostino (Augustin) und Nicolao (Nicolaus) von Florenz, genannt die Walen, leiteten von 1364 bis 1368 die Münzstätte als Münzmeister in Freiberg. Wahrscheinlich entsprachen die Leistungen der beiden letzten Münzmeister Henselin Schickel und Johannes Münzmeister nicht den Erwartungen der wettinischen Münzherren. Die in Freiberg bis 1368 gemünzten Groschen der beiden Münzmeister Augustin und Nicolaus von Florenz waren besonders begehrt. Sie wurden bei Verrechnungen späterhin noch als „Walengroschen“ hervorgehoben, denn es waren die letzten Meißner Groschen, die auf der Wertbasis des vollhaltigen Florentiner Gulden ausgebracht wurden. Die Währungsangleichung an den neuen leichteren Rheinischen Gulden als Grundlage für die meißnische Groschenwährung erfolgte 1368 bis 1369 in Abschnitten. Die neuen meißnischen Groschen wurden neben dem Prager Groschen die führende Geldeinheit in Mitteleuropa.
Ende des 14. und im 15. Jahrhundert errichteten die Wettiner neben ihrer Hauptmünzstätte in Freiberg weitere Münzstätten in Sangerhausen, Zwickau, Gotha, Leipzig, Weimar, Colditz, Wittenberg und Langensalza, die zum Teil nur zeitweise in Betrieb waren. Die Freiberger Münze blieb bis zu ihrer Schließung Landeshauptmünzstätte.
Infolge der Ausgabenpolitik des Markgrafen Wilhelm I. (1382–1407) wurden Land und Bevölkerung in hohem Maße belastet. Im Jahr 1401 erwarb der Markgraf das Dorf Kötzschenbroda mit den ersten Weinbergen der späteren Hoflößnitz und 1402 die Herrschaft Colditz mit 52 zugehörigen Dörfern, im gleichen Jahr eroberte er die Burg Dohna, die den Verlust der Stammherrschaft der Burggrafen mit ihrem gesamten zugehörigen Land zur Folge hatte. Neben besonderen Steuererhebungen war eine zunehmende Verschlechterung der Münze die unausbleibliche Folge. Im Jahre 1406 enthielten die Meißner Groschen Wilhelms I., die Kreuzgroschen, nur noch 3,8 Lot (0,237 f.) Silber. Wertmäßig entsprachen folglich 53 Stück dem Rheinischen Gulden. Die fremden Städte begegneten der zunehmenden Münzverschlechterung durch Gegenstemplung der noch guthaltigen Meißner Groschen. Erst 1412 gelang es Friedrich dem Streitbaren (1381–1428), die Stabilisierung der Groschenwährung auf der Grundlage von 20 Schildgroschen auf den Rheinischen Gulden durchzuführen. Um 1424 verlegte Friedrich, seit 1423 Kurfürst von Sachsen, vermutlich aus Sicherheitsgründen (Hussitenkriege) vorübergehend die Münzstätte Freiberg nach Gotha.
Von 1353 bis 1485 wurden in Freiberg 60,5 Tonnen Bergsilber vermünzt.

#### Groschenarten und Bezeichnungen
Folgende meißnisch-sächsische Groschenarten wurden in Freiberg in der Groschenzeit von 1338/39 bis 1500 geschlagen (Bezeichnung nach KRUG):
- Die Breiten Groschen Friedrichs II. sind die erste Groschen, die von 1338 bis 1346 in der Markgrafschaft Meißen geschlagen wurden. Die Groschenmünze wurde nach dem Vorbild des seit 1300 in Böhmen geprägten Prager Groschens in der Markgrafschaft eingeführt. Sie zeigen im Vierpass das Lilienkreuz, auf der Gegenseite den nach links steigenden Meißner Löwen. Der Namen Meißner Groschen oder Freiberger Groschen trat erst in den fünfziger bis sechziger Jahren des 14. Jahrhunderts auf und trifft deshalb für den Namen der ersten Groschen nicht zu. Die neuen meißnischen Groschen Friedrichs II. des Ernsthaften liefen unter dem Namen Breite Groschen (grossi lati) um.[7]
- Die abgewerteten minderhaltigen Meißner Groschen mit dem Münzbild wie beim Breiten Groschen, von etwa 1381 bis etwa 1395 geprägt, haben keine besondere Bezeichnung.
- Kreuzgroschen, etwa von 1382 bis 1407 mit dem Münzbild wie beim Breiten Groschen geprägt, mit Beizeichen Kreuz. Die Groschen wurden laufend geringhaltiger geprägt.
- Meißner Groschen, von 1393 bis 1411 mit dem Münzbild wie beim Breiten Groschen geprägt. Vor dem nach links steigenden Löwen befindet sich der Buchstabe „f“. Die vorher geprägten Groschen mit dem Zeichen „b“ waren Fürstengroschen des Landgrafen Balthasars aus Freiberg. Die meisten seiner Groschen stammten aus Sangerhausen.
- Thüringer oder Helmgroschen,  von 1405 bis 1411 geprägt; im Vierpass befindet sich das mit einem Löwenschild bedeckte Lilienkreuz, auf der Gegenseite das Thüringer Helmkleinod.
- Schildgroschen, von etwa 1405 bis 1456 geprägt, zeigen in einer Variante im Vierpass das Lilienkreuz, rückseitig den großen Löwenschild, von drei fünfblättrigen (1405–1409) oder sechsblättrigen Rosen (1409–1412) umgeben. Eine andere Variante zeigt das Lilienkreuz, darüber ein steigender Löwe mit kleinem Landsberger Pfahlschild oder nur mit dem Pfahlschild, auf der Gegenseite ist der nach links steigende Meißner Löwe, den Landsberger Pfahlschild vor sich haltend, dargestellt. Ein weiterer Typ ist von der gleichen Art wie der vorher genannte, jedoch  mit kleinem und rückseitig großem Löwenschild und auch mit aufgelegtem Löwenschild im Vierpass und rückseitig mit großem Löwenschild. Die Schildgroschen mit dem Zeichen „K“ und mit dem Münzmeisterzeichen Mohnkopf der Münzstätte Freiberg, geprägt 1456, wurden früher fälschlicherweise als Katharinengroschen angesehen (siehe Groschen mit einem zusätzlichen „K“).[8]

Hessische Schildgroschen, auch Kronichte Groschen und Zweischildgroschen genannt, sind nach dem Vorbild der meißnischen Schildgroschen geprägte Münzen. Die Groschen haben große Ähnlichkeit mit den meißnisch-sächsischen Schildgroschen und werden deshalb hier als Hinweis ebenfalls genannt.
- Schockgroschen (⅓ Schildgroschen), von 1432 bis 1444 mit dem Münzbild wie Breiter Groschen geprägt.
- Judenkopf- oder Bärtichte Groschen, von 1444 bis etwa 1451 geprägt als Oberwährgroschen, zeigen im Vierpass das Lilienkreuz schräg belegt mit einem Löwenschild, darüber der Landsberger Pfahlschild, auf der Gegenseite die Meißnische Helmzier mit dem sogenannten Judenkopf.[11]
- Neue Schock- oder 6-Heller-Groschen, von 1444 bis etwa 1451 mit dem Münzbild wie beim Breiten Groschen geprägt, jedoch ist das Blumenkreuz im Vierpass mit einem Landsberger Pfahlschild belegt.
- Schwertgroschen, von 1457 bis etwa 1464 geprägt, zeigen über dem Lilienkreuz im Vierpass den Kur- und Rautenkranzschild, auch den quergeteilten Kur- und Rautenkranzschild, auf der Gegenseite hält der nach links steigende Löwe den Landsberger Pfahlschild (endgültiges Münzbild). Die Schwertgroschen der Leipziger und der Colditzer Münze zeigen über dem Lilienkreuz im Vierpass nur den Kurschild.
- Horngroschen, von 1465 bis 1469 geprägt, zeigen über schräg stehendem Rautenkranzschild mit Helm und Helmdecken die herzoglich sächsische Helmzier, auf der Gegenseite über dem ebenfalls schräg stehenden Löwenschild mit Helm und Helmdecken die thüringische Helmzier.
- Spitzgroschen, von 1475 bis 1478 geprägt, zeigen den einseitig leicht eingebogenen großen Rautenkranzschild, auf der Gegenseite innerhalb eines spitzen Dreipasses den Landsberger Pfahlschild.
- Halbe Spitzgroschen[12] 1475 geprägt, zeigen innerhalb eines spitzen Dreipasses den Rautenkranzschild, auf der Gegenseite den großen Löwenschild.
- Halbe Schwertgroschen von 1482 bis 1499 geprägt, zeigen innerhalb eines spitzen Dreipasses den  Kurschild, auf der Gegenseite in gleicher Einfassung den hochgeteilten Schild Meißen-Landsberg. Alle bis 1485 gemünzten halben Schwertgroschen tragen die Jahreszahl (14)82.
- Zinsgroschen von 1496, mit und ohne Jahreszahl geprägt, auf der Vorderseite der schräg oder gerade stehende behelmte Kurschild mit der thüringischen Zier, auf der Gegenseite der schräg oder gerade stehende Rautenkranzschild mit der sächsischen Zier.

Hier nicht beschriebene meißnisch-sächsische Groschentypen der Groschenzeit sind die nach französischem Vorbild geprägten Turnosegroschen (von 1457 bis 1461 in Leipzig geprägt), Groß- und Rautengroschen (von 1457 bis etwa 1460 in Gotha geprägt), Bartgroschen (1492/93 in Zwickau und Schneeberg geprägt) und Schreckenberger (ab 1498 in Annaberg geprägt). Die sogenannten Margarethengroschen sind die Freiberger Groschentypen Schildgroschen, Schwertgroschen, 6-Hellergroschen, Spitzgroschen und ½ Spitzgroschen, stammen aber alle aus der Münzstätte Colditz.
In der Meißner Groschenperiode wurden auch Heller und Pfennige in Freiberg geschlagen. Auch Kleinmünzen mit dem Namen Parvus wurden in Freiberg geprägt.
Der bis ins 19. Jahrhundert als Rechnungsmünze verwendete Meißnische Gulden geht auf die Sächsische Münzordnung vom 9. August 1490 zurück, nach der der Wert des Goldguldens in Sachsen auf 21 Groschen gesetzt wurde.

### Talerzeit

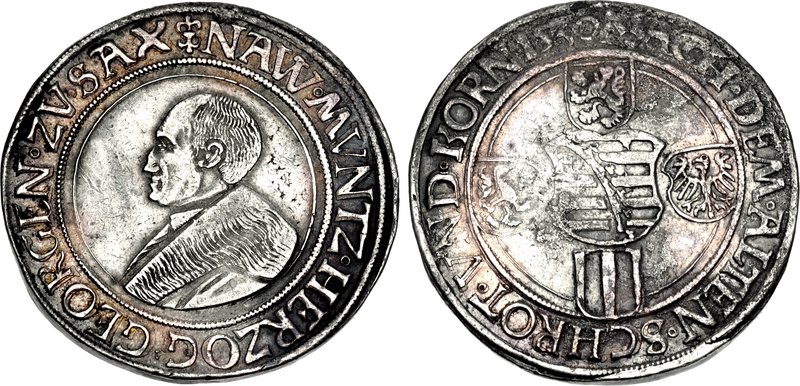
Herzog Georg, Guldengroschen 1530, Freiberg (Alleinprägung)

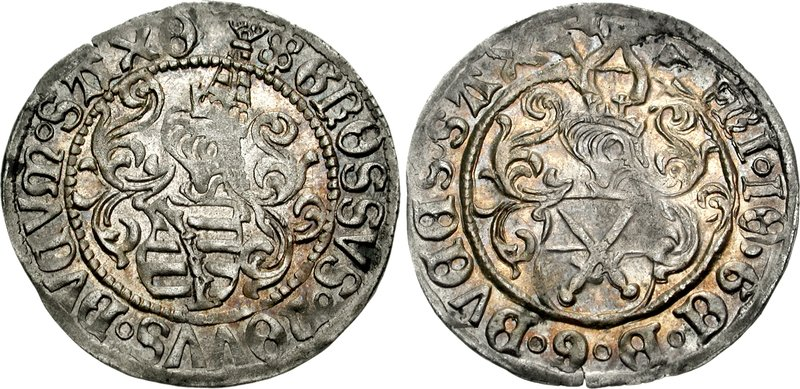
Kurfürst Friedrich III. mit Johann und Herzog Georg, Zinsgroschen o. J. (1507 bis 1511), Freiberg

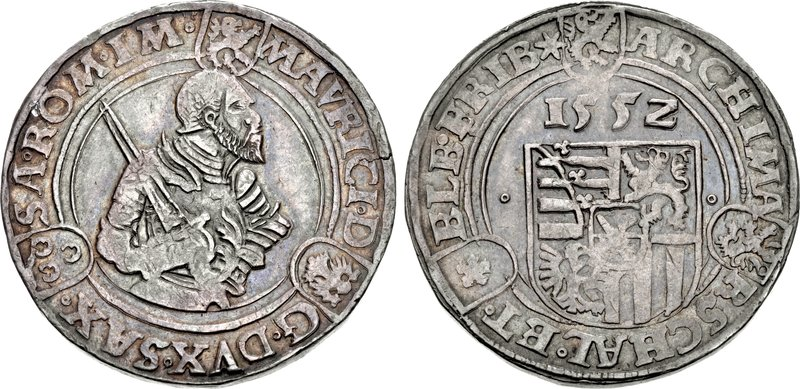
Kurfürst Moritz, Guldengroschen 1552, Freiberg

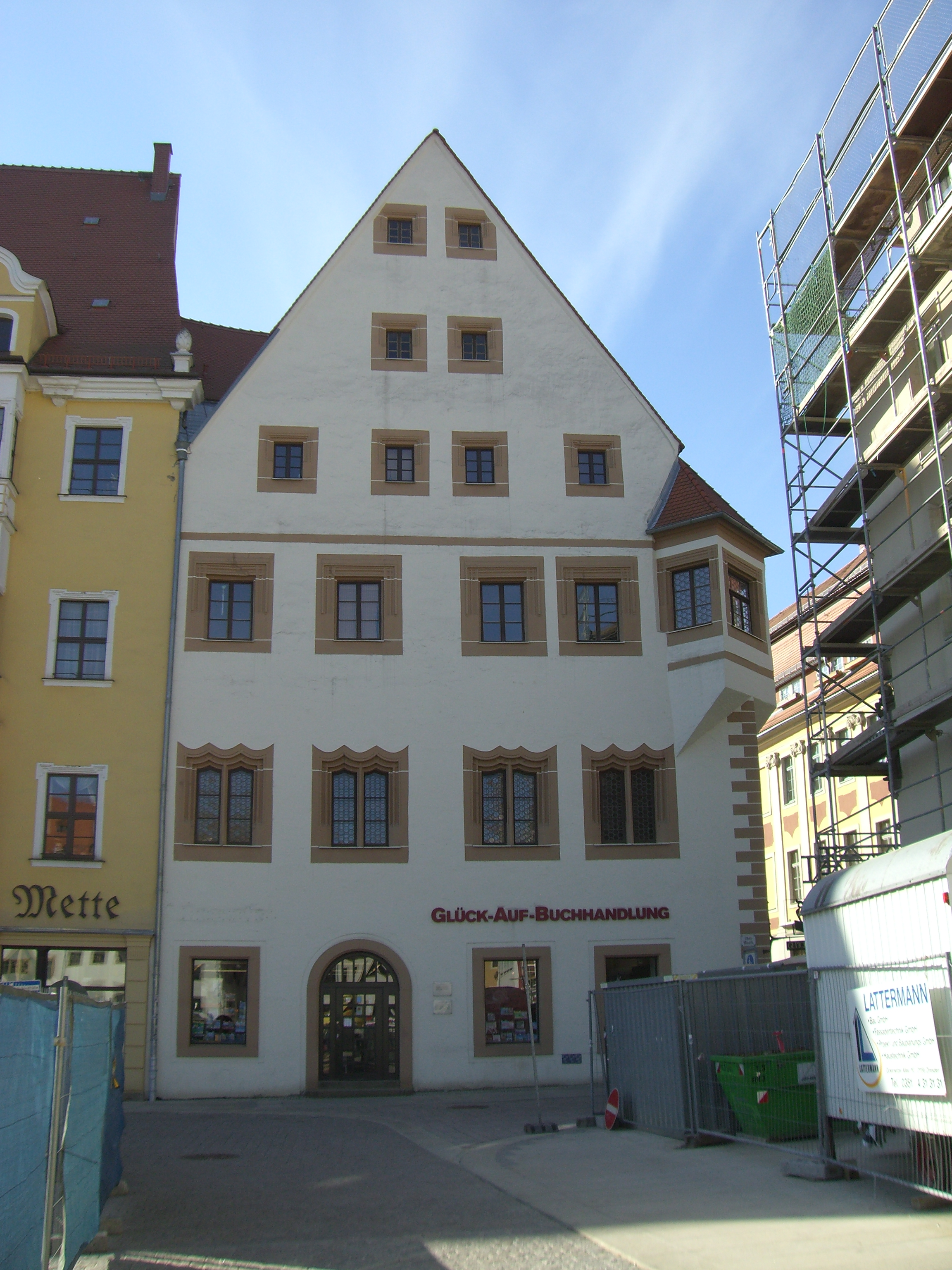
Münze und Wohnhaus von Andreas Alnpeck, letzter Freiberger Münzmeister

Die Münzmandate der ernestinischen und albertinischen Linie Sachsens vom Mai 1500, in denen der Übergang zur Großsilberwährung in Form von silbernen Gulden zu 7 Schreckenbergern oder 21 Zinsgroschen im Wert eines vollhaltigen rheinischen Goldguldens angekündigt wurde, hatten das Ende der meißnisch-sächsischen Groschenwährung zur Folge.
Die ersten sächsischen Großsilbermünzen, die sogenannten Klappmützentaler (Gulden), wurden im Jahr 1500 nicht in Freiberg, sondern in Annaberg und evtl. in Wittenberg geprägt. Die Münzstätten Freiberg und Leipzig scheiden nachweisbar aus; in Leipzig wurden sie nur 1519 unter Münzmeister Ulrich Gebhardt geprägt. Die Münzstätte Buchholz arbeitete erst seit 1505, die Münzstätte Schneeberg war von 1498 bis 1501 und die Münzstätte Zwickau von 1493 bis 1530 geschlossen. Erst nach 1525 prägte die Freiberger Münze Großsilbermünzen. Ihr Feinsilbergehalt von 27,41 g entsprach wertmäßig dem damaligen Goldwert des rheinischen Goldguldens. Trotz Wechsel der Territorien, Herrschaftsformen und Landesteilungen blieb die Bergstadt Freiberg samt den Bergwerken und der Münzstätte bis 1547 im gemeinsamen Besitz aller Wettiner.

#### Die Münzen der Münzstätte
Von 1500 bis zur Schließung der Münze im Jahr 1556 wurden in Freiberg Heller, Pfennige, Dreier, Groschen, Spitzgroschen, Zinsgroschen, Schreckenberger, ⅛ Taler, ⅟4 Taler, ½ Taler, Taler (Guldengroschen), Goldgulden, Doppeldukaten und Doppelgulden geprägt.

### Lage der Münzstätte
Die Münzmeister Nicolaus Hausmann und dessen Sohn Hans Hausmann, der seit 1521 zugleich Bürgermeister von Freiberg war, wohnten in Freiberg in der Petergasse (heute Petersstraße), wohin die Münze aus der Nähe der Nicolaikirche verlegt wurde. Hans Weller, genannt Molsdorf, Münzmeister von 1540 bis 1545, verlegte die Münze in die Burggasse (heute Burgstraße). Der Münzmeister und Bürgermeister von Freiberg, Andreas Alnpeck, hatte seine Wohnung und die Münze „im oberen großen Eckhaus am Markt, zur linken Hand, wenn man in die Petergasse geht“. In seiner Amtszeit im Jahr 1556 verlegte Kurfürst August die Münzstätte nach Dresden, obwohl Rat, Bürgerschaft, Berg- und Knappschaft um deren Belassung gebeten hatten.

### Verlegung nach Dresden
Kurfürst August stellte bei der von ihm veranlassten Überprüfung der Münzen in seinen Münzstätten Freiberg, Annaberg und Schneeberg fest, dass die Münzmeister den Feinsilbergehalt, der nach den Vorschriften der sächsischen Münzordnung von 1549 (Münzfuß von 1549 bis 1558) für den Guldengroschen (Taler) mit 14 Lot 8 Grän (= 902,78/1000) festgesetzt war, eigenmächtig verringert hatten. Größenangaben zur Abminderung des Feingehaltes wurden nicht bekannt. Der Kurfürst ließ daraufhin alle Landesmünzen schließen und verlegte sie in eine einzige Münze nach Dresden in die unmittelbare Nähe seines Residenzschlosses, um über die Richtigkeit von Schrot und Korn besser wachen zu können. Ein weiterer wichtiger Grund für die Schließung der erzgebirgischen Münzstätten war der allmähliche Rückgang der Silberförderung in den Bergbaurevieren nach 1550. Die Hauptmünzstätte Freiberg stellte 1556 ihren Betrieb ein. Die neue Münzstätte Dresden wurde zentrale Münzstätte für das gesamte Kurfürstentum.

## Münzmeister der Münzstätte Freiberg
Der Münzmeister der ersten Groschen, der Breiten Groschen ist unbekannt. Erst ab 1353 erscheinen sie namentlich in den Urkunden.
| Münzmeister                                    | von          | bis      | Münzmeisterzeichen                                     | Bemerkung                                                       |
| ---------------------------------------------- | ------------ | -------- | ------------------------------------------------------ | --------------------------------------------------------------- |
| Nicolaus Manhoupt                              | etwa 1353    | 1360     |                                                        | vermutlich Vorfahre von Nicolaus Monhaupt (1449–1456)           |
| Henczelin Schickel                             | 1360         | 1364     |                                                        |                                                                 |
| Johannes Münzmeister und Gebrüder              | 1362         | 1364     |                                                        | Dresdner Bürger                                                 |
| Augustin und Nikolaus von Florenz              | 1364         | 1368     |                                                        | die „Walen“ genannt                                             |
| Nicolaus und Johannes Hartusch                 | 1368         | 1369     |                                                        |                                                                 |
| Franz und Nickel von Meideburg                 | 1369         | 1380 (?) |                                                        |                                                                 |
| Brüder Wigand und Henschel (Johannes) Ziegler  | 1369         | 1381 (?) |                                                        | Dresdner Bürger, Ahnherren des Meißner Adelsgeschlechts Ziegler |
| Nickel und Hannman Gruner                      | 1369         | 1381     |                                                        |                                                                 |
| Nickel Schelm                                  | erwähnt 1377 | 1381 (?) |                                                        |                                                                 |
| Nyckel von Meideburg                           | 1380         | 1401     |                                                        | ab 1391 auch in der Münzstätte Sangerhausen                     |
| Hanneman Gruner                                | 1381         | 1390     |                                                        |                                                                 |
| Johannes Ziegler                               | etwa 1381    | 1391     |                                                        |                                                                 |
| Wigand und Michael, Söhne von Johannes Ziegler | etwa 1391    | 1392     |                                                        |                                                                 |
| Benil Bonholcz                                 | 1392         | 1393     |                                                        |                                                                 |
| Großechin und Sohn Ulrich                      | erwähnt 1393 | 1395     |                                                        |                                                                 |
| Petrus Bornis                                  | 1393         | 1411     |                                                        | mit Unterbrechung                                               |
| Franz Große                                    | 1402         | 1421 (?) |                                                        |                                                                 |
| Hans Hesse                                     | 1412         |          |                                                        |                                                                 |
| Franz Wilde                                    | 1412         | 1413     |                                                        |                                                                 |
| Gabriel von Meideburg                          | erwähnt 1420 | 1424 (?) |                                                        |                                                                 |
| Hans von Meideburg                             | 1421         | 1424 (?) |                                                        | 1424 bis 1428 verlegt nach Gotha                                |
| Liborius Senftleben                            | 1428         | 1441     | Rosette, Stachelrose                                   |                                                                 |
| Hans Borner                                    | 1441         | 1449     | Rosette, Stachelrose, H. B.                            |                                                                 |
| Nicolaus Monhaupt                              | 1449         | 1456     | Mohnkopf                                               |                                                                 |
| Hans und Paul Borner                           | 1454         | 1459     | Stachelrose                                            |                                                                 |
| Paul Borner                                    | 1459         | 1461     | halbe Rose                                             |                                                                 |
| Stephan Glasberg                               | 1461         | 1465     | Kleeblatt                                              |                                                                 |
| Hans Arnold                                    | 1465         | 1488     | Kreuz, H. Arn.                                         |                                                                 |
| Heinz Martersteck                              | 1465         | 1466     | Rosette                                                | neben Münzmeister Hans Arnold                                   |
| Nicolaus Hausmann                              | 1490         | 1500     | Rosette                                                |                                                                 |
| Hans Hausmann                                  | 1500         | 1541     | Lilie                                                  |                                                                 |
| Hans Weller, sonst Molsdorf genannt            | 1540         | 1545     | Lindenblatt                                            |                                                                 |
| Hans und Paul Weller                           | 1546         |          | Kreuz                                                  |                                                                 |
| Andreas Alnpeck                                | 1546         | 1556     | bis 1555 sechsstrahliger Stern, ab 1554 auch Adlerkopf | 1556 nach Dresden verlegt                                       |

Um 1540 wurden die Buchstabenzeichen FREIB, FRIB, FRIBE zur Kennzeichnung der Münzstätte verwendet.